# Oltre il Colle
Oltre il Colle [ˈoltɾe ilˈkɔlle] (Oltra ’l Còl [ˈoltɾa lˈkɔl] in dialetto bergamasco) è un comune italiano di 927 abitanti della provincia di Bergamo in Lombardia, situato nei pressi del colle di Zambla, che delimita la Val del Riso con la Val Parina.

## Geografia fisica

### Territorio
Come si può intuire, il toponimo sta ad indicare che il paese possiede una posizione tra i monti delle valli Seriana e Serina.
Difatti per raggiungerlo, da entrambe le valli, bisogna superare un colle, da cui l'origine di Oltre il Colle.
La conca in cui è posto è sovrastata da monti imponenti come il monte Arera, il Grem, il Menna e l'Alben.

## Storia
Sono pochi i documenti che ci possono riferire del passato di questo paese. Si sa che è sempre stato una frazione del vicino comune di Serina, da cui ottenne l'autonomia amministrativa a partire dall'anno 1569.
Prima di allora era un insieme di agglomerati urbani dediti alla pastorizia ed all'estrazione mineraria dalle cave presenti in località Zorzone.
Si presume quindi che la zona fosse abitata già dal periodo della dominazione romana, anche se al riguardo mancano documenti che convalidino quest'ipotesi, che pare tuttavia suffragata dalla presenza di miniere poste sull'altro versante della montagna, in comune di Oneta.
In epoca medievale gli abitanti erano rinomati produttori di chiodi ed armi, ottenute con il ferro estratto nelle locali miniera, ma anche da quelle della valle di Scalve. Queste produzioni furono incoraggiate anche dalle locali signorie, al fine di evitare massicce emigrazioni.

### Simboli
Lo stemma e il gonfalone sono stati concessi con decreto del presidente della Repubblica del 14 dicembre 1956.
Il piccone piantato su di un monte rappresenta l'attività di estrazione nelle miniere; la fontana simboleggia la locale sorgente di acqua minerale usata per curare varie infermità.
Il gonfalone è un drappo partito di azzurro e rosso.

## Monumenti e luoghi d'interesse

### Architetture religiose
Chiesa di San Bartolomeo

La chiesa parrocchiale di San Bartolomeo, conserva al suo interno diverse opere tra cui quelle di Francesco Coghetti, Vincenzo Angelo Orelli e di Enrico Scuri.

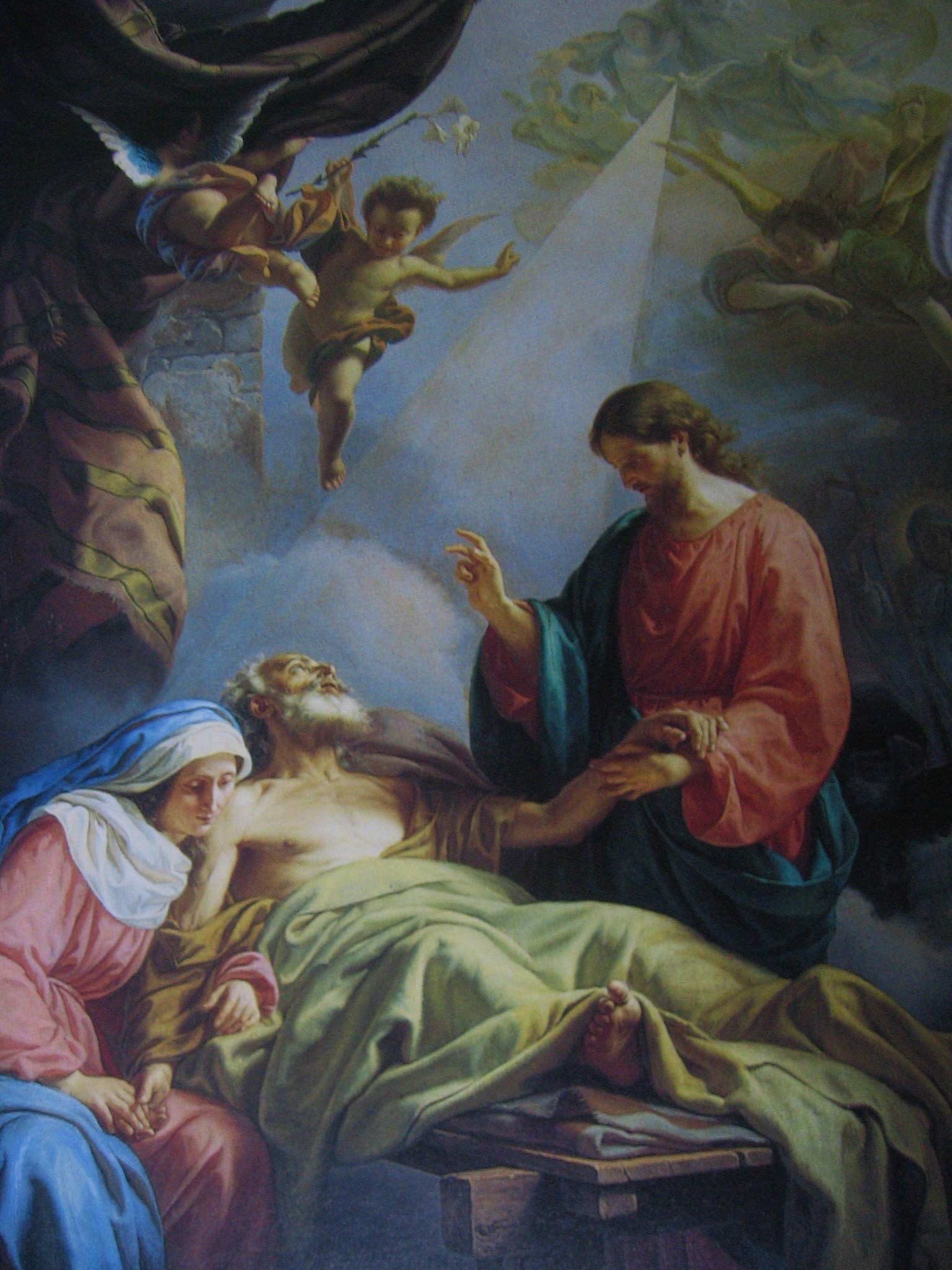
Transito di san Giuseppe (1872), Chiesa parrocchiale di San Bartolomeo

Ospita un concerto di otto campane in Si² della Fonderia Capanni di Castelnuovo Né Monti.
L'organo è di Carlo Bossi del 1805.
Altre chiese
Vi è inoltre la chiesa di Santa Maria Maddalena nella frazione di Zambla Bassa d'epoca cinquecentesca, e la seicentesca chiesa della Santissima Trinità nella frazione Zorzone.

## La cattedrale Vegetale

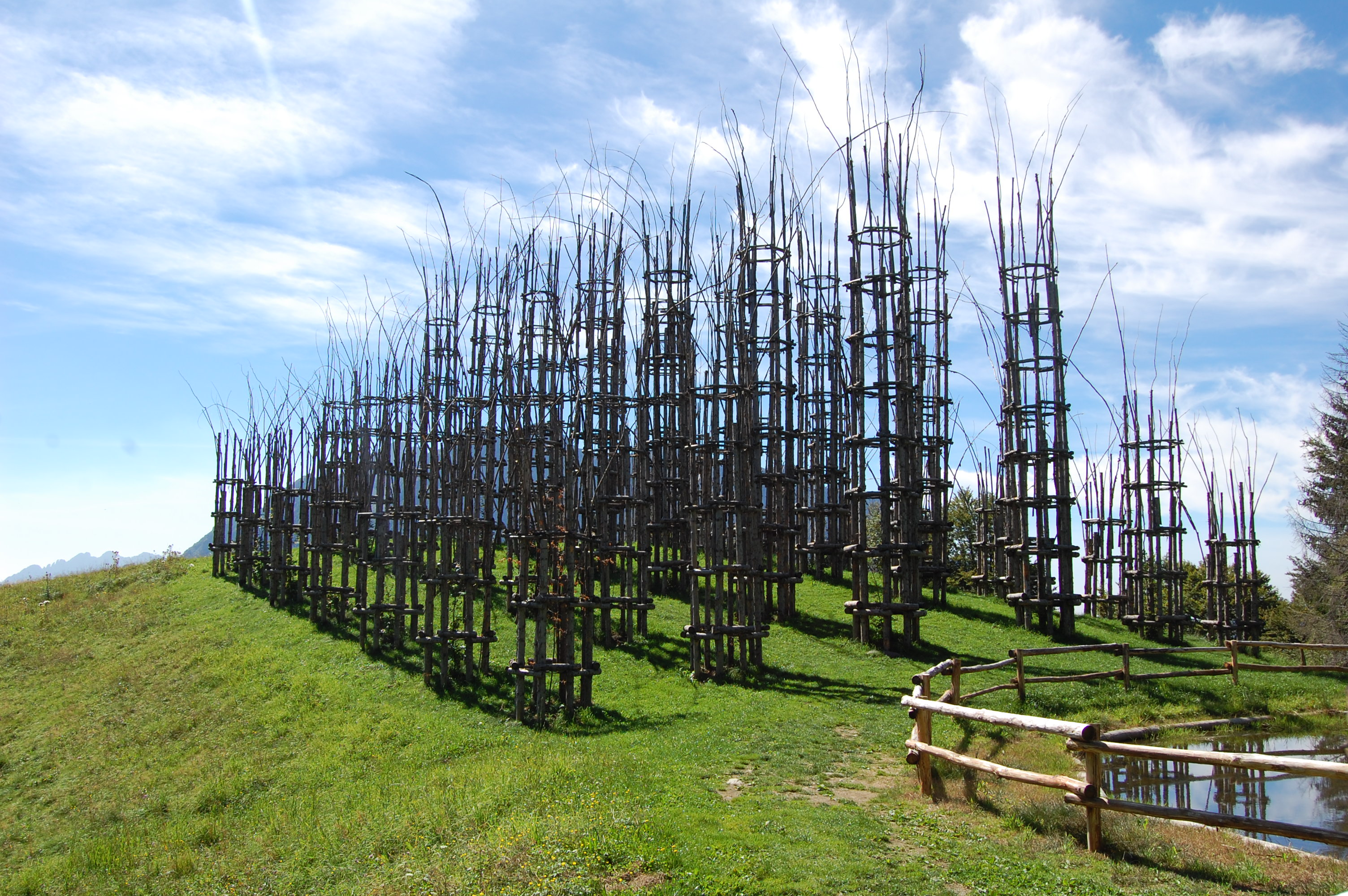
La Cattedrale Vegetale nel settembre 2013

La cattedrale Vegetale, situata nei pressi della località Plassa, è un progetto di Giuliano Mauri voluto dal parco regionale delle Orobie Bergamasche dai comuni di Oltre il Colle, Roncobello e Ardesio.
Costruita secondo la tecnica dell'intreccio, con picchetti, chiodi e corde, conta fino a 5 navate, 42 colonne, 1 800 pali di abete e 600 rami di castagno. I faggi piantati, crescendo negli anni, sostituiranno le ingabbiature dando forma definitiva alla cattedrale.
Gravemente danneggiata dalla tempesta Vaia del 2018, dell'opera rimangono solo le colonne non abbattute dal vento.

## Aree naturali

### Parco delle Orobie Bergamasche
Alcune aree del comune di Oltre il Colle sono inserite nel Parco regionale delle Orobie Bergamasche.
In particolare, le vette di competenza del comune sono il Pizzo Arera (2512 m) dove si trova un rifugio a 2 000 metri, il monte Alben (2019 m), il monte Grem (2049 m), il monte Menna (2300 m).

## Società

### Evoluzione demografica
Abitanti censiti

## Economia

### Turismo invernale
Presso la Conca di Oltre il Colle si trovano piste di fondo per 16 km, da Zambla Alta fino a Valpiana. Sono presenti piste di sci alpino a Zambla Alta e presso la Conca dell'Alben.

### Turismo estivo
Una delle attività principali svolte durante il periodo estivo è l'escursionismo.
È praticato anche lo sport del ciclismo su strada e sui percorsi montani.

### Miniere
L'attività estrattiva di zinco, nella Val del Riso e Val Parina, tra Gorno e Oltre il Colle, inizia nell'800 sotto la gestione di aziende come la Aurera o la Sileoni.
Le società italiane, intorno al 1850, vengono acquistate dalla Crown Spelter e dalla Vieille Montagne, società rispettivamente inglese e belga, fino al 1919 quando i belgi acquisirono l'intero comparto. Sotto il regime fascista le miniere vengono espropriate e affidate alla S.A. Nichelio e Metalli, società a partecipazione statale, poi diventata Sapez, nel 1954, Ammi, poi Sanim, infine Egam (Ente gestione aziende minerarie).
Negli anni '70, successivamente allo scorporo dell'Ente, le miniere furono date in gestione all'Eni fino alla loro chiusura definitiva nel 1982.
Nel 2014, l'azienda australiana Energia Minerals Limited, ottiene i permessi per riavviare l'attività estrattiva nelle stesse miniere abbandonate per decenni, nei territori di Oltre il Colle, Gorno, Oneta, Premolo e Ardesio.

## Amministrazione
| Periodo        | Periodo        | Primo cittadino    | Partito                                                | Carica      | Note |
| -------------- | -------------- | ------------------ | ------------------------------------------------------ | ----------- | ---- |
| 28 maggio 2002 | 28 maggio 2007 | Valerio Carrara    | Lista civica                                           | Sindaco     |      |
| 29 maggio 2007 | 6 maggio 2012  | Rosanna Manenti    | Lista civica                                           | Sindaco     |      |
| 7 maggio 2012  | 11 giugno 2017 | Valerio Carrara    | Lista civica di centro-destra Rinnovamento e progresso | Sindaco     |      |
| 11 luglio 2017 | 12 giugno 2018 | Letterio Porto     |                                                        | Comm. pref. |      |
| 12 giugno 2018 | 15 maggio 2023 | Astori Giuseppe    | Futuro Oltre il Colle                                  | Sindaco     |      |
| 16 maggio 2023 | in carica      | Ferruccio Ghilardi | Impegno comune                                         | Sindaco     |      |